# West and Soda
West and Soda è un film di animazione del 1965, prodotto e diretto da Bruno Bozzetto, primo lungometraggio animato italiano dopo ben 16 anni dai capostipiti I fratelli Dinamite di Nino Pagot e La rosa di Bagdad di Anton Gino Domeneghini.
«Contemporaneamente parodia, citazione, omaggio e rilettura con squarci surreali del western più classico», è stato distribuito nelle sale cinematografiche italiane nel pieno dell'esplosione dello spaghetti western, ma di fatto ne è stato un precursore, perché l'idea risale al 1962 e la produzione è iniziata nel 1963, prima di quella di Per un pugno di dollari di Sergio Leone, iniziatore ufficiale del sottogenere, ma si è protratta per due anni a causa delle difficoltà tecniche.

## Trama
In uno sperduto villaggio del selvaggio West, un ricco proprietario terriero senza scrupoli, il "Cattivissimo", mantiene il potere sul territorio con la paura, servendosi dei suoi due violenti scagnozzi Ursus e Smilzo. Ai suoi possedimenti manca l’ultimo terreno fertile della valle, di proprietà della giovane Clementina, che vive nel suo piccolo ranch con la sola compagnia dei suoi animali, fra cui tre mucche pettegole e un cane amante dell'alcol di nome Socrate.
Quando la sua ennesima proposta di matrimonio viene respinta dalla ragazza, il Cattivissimo decide di scatenare Ursus e Smilzo contro di lei: i due sgherri, durante una notte tempestosa, devastano l’abitazione di Clementina sparando contro ogni oggetto che capiti loro a tiro. Il mattino dopo, tornato il sereno, al ranch giunge un cowboy provato dagli stenti e dalla fatica di un lungo viaggio, di nome Johnny, dall’atteggiamento misterioso e apatico. Capendo che non risulta una minaccia, Clementina decide di prendersi cura di lui, scoprendo per caso che è un pistolero eccezionale; lui, tuttavia, rivelerà in seguito di non voler più sparare ad anima viva dopo aver ucciso il suo psicanalista in un atto di legittima difesa.
Quando Clementina deve recarsi al villaggio per fare provviste, Johnny entra disarmato nel saloon per bere in tranquillità, ma viene malmenato brutalmente da Ursus e Smilzo dopo che hanno attaccato briga con lui. Il cowboy non prova nemmeno a reagire; terminata la rissa, mentre viene trascinato fuori dal locale da Clementina, perde una pepita d'oro che attira l'interesse del Cattivissimo.
Il tiranno, perciò, fa sequestrare Johnny e cerca di estorcergli informazioni su dove abbia trovato la pepita avvalendosi della tortura con le formiche del deserto; il cowboy, però, riesce a dileguarsi approfittando dell’inseguimento di una diligenza da parte dei pellerossa. Lo Smilzo propone dunque un nuovo piano: far circuire Johnny da Esmeralda, la stagionata prostituta del saloon del villaggio, affiliata sempre al Cattivissimo. Appena il cowboy giunge in loco, infatti, Esmeralda cerca di sedurlo in modo da farlo confessare in merito alla pepita, ma le sue moine non sembrano avere effetto su Johnny; quando però la donna nota Clementina (che è in cerca del cowboy) in strada, lo trascina alla finestra fingendo di amoreggiare con lui, con l’intenzione di farla ingelosire e separarli.
Lo stratagemma non riesce comunque a far parlare Johnny, che sfugge maldestramente a Esmeralda e cerca di chiarirsi con Clementina, ma la ragazza non vuole affatto sentire ragioni e lo scaccia, con il cuore spezzato; tutti gli animali della tenuta, mentre Johnny se ne va, si uniscono in un pianto straziante.
Il Cattivissimo, intanto, è furioso coi suoi scagnozzi ed Esmeralda per non essere riusciti a far parlare Johnny, e decide di avere Clementina con la forza, rapendola dopo aver incendiato il suo ranch. Johnny, a quel punto, decide finalmente di affrontare i propri complessi e di passare all’azione: si trasforma in un temibile pistolero vestito di nero ed irrompe nella tenuta del Cattivissimo, salvando Clementina e ingaggiando con lui un estenuante duello a colpi di pistola e fucile per tutta la valle. Quando il tiranno sembra averlo sconfitto schiacciandolo con un masso, Johnny si riprende per poi riuscire ad abbattere da lontano il Cattivissimo con una singola, precisissima fucilata.
Si arriva così allo scontro finale fra Johnny, Ursus e Smilzo sulla strada principale del villaggio, a cui assistono tutti i suoi abitanti: il cowboy riesce ad uccidere i due bruti in un tesissimo scontro a fuoco, dopo averli ingannati con un giochetto acrobatico.
La vicenda si chiude felicemente su Johnny e Clementina che si allontanano verso il tramonto con un bacio, ma non prima che Johnny risponda alla domanda di una voce fuori campo su dove abbia trovato la pepita: rivela di averla semplicemente trovata in una scatola di detersivo.

## Produzione

### Genesi dell'opera
L'idea di cimentarsi con un lungometraggio animato fu suggerita a Bozzetto dall'amico docente universitario Attilio Giovannini, mentre fu di Bozzetto, appassionato di cinema western, l'idea di scegliere proprio questo genere come soggetto del film, sulla base della considerazione che, se Walt Disney aveva attinto per le proprie opere alla fiaba classica, il film western, per la sua struttura archetipica, era una sorta di fiaba moderna.
Fin dal titolo, è esplicitamente dichiarato il miscuglio dei molti western classici che hanno fatto da ispirazione al film, mentre non c'è alcun legame diretto con i fumetti western-comici come Cocco Bill o Lucky Luke. Bozzetto ha detto di aver disegnato il pistolero Johnny avendo in mente il "cavaliere biondo" Shane Alan Ladd protagonista del western classico Il cavaliere della valle solitaria (1953).

### Riprese
Le riprese hanno avuto un carattere fortemente sperimentale, ogni soluzione tecnica ha richiesto una verifica del risultato sulla pellicola sviluppata e costretto a rifare più volte il lavoro per un'unica scena.
Principale responsabile delle animazioni è stato Guido Manuli, che ha realizzato direttamente molte delle sequenze più importanti e ha dato una personalità ai personaggi del film. Per la sequenza del duello fra Johnny e il Cattivissimo, Manuli ha attinto all'esperienza di un'opera precedente dello studio, il cortometraggio I due castelli (1963).
Essenziale per la riuscita del film il lavoro di Giovanni Mulazzani per gli sfondi, senza il quale, a detta dello stesso Bozzetto, il film forse non sarebbe nemmeno iniziato.
Il film viene distribuito in Italia il 1º ottobre 1965.

## Colonna sonora
Per Bozzetto la musica e gli effetti sonori sono una parte importantissima del film. È la colonna sonora che dà un'anima al film e «lo solleva da terra».
Le musiche inserite nel cartone animato originale del 1965 sono a cura di Giampiero Boneschi.
Nel 2021 le band I Matti delle Giuncaie e Super Trutux hanno rilasciato un EP split video-album dal titolo Soundtrack for West and Soda, che propone una colonna sonora alternativa rispetto a quella del cartone originale.

## Critica
Per il Dizionario Mereghetti, si tratta del «capolavoro del cinema d'animazione italiano: non somiglia a nulla che si fosse mai visto in precedenza (non solo in Italia), non ebbe alcun epigono e stupisce con i suoi continui spiazzamenti e cambiamenti di registro e di ritmo», anticipa le trovate di Mezzogiorno e mezzo di fuoco (1974) di Mel Brooks e del cinema demenziale anni settanta-ottanta.
Secondo il Dizionario Morandini, il film spicca per la «ricchezza straripante delle trovate di umorismo grafico [...] A distanza di 40 anni, in tempi di computer graphic, guadagna in spessore comico, originalità del disegno e dinamismo dell'azione.»

## Altri media
Un adattamento a fumetti è apparso sulla storica rivista Il Giorno dei Ragazzi, nota ai più per aver ospitato la nascita di Cocco Bill di Jacovitti.